# Stefan Kisielewski
Stefan Kisielewski, ps. literackie: Kisiel, Teodor Klon, Tomasz Staliński, Julia Hołyńska, dr J.E.Baka i muzyczny: Jerzy Mrugacz (ur. 7 marca 1911 w Warszawie, zm. 27 września 1991 tamże) – polski prozaik, publicysta, kompozytor, krytyk muzyczny, pedagog, poseł na Sejm PRL II i III kadencji z ramienia Znaku, członek założyciel Unii Polityki Realnej.

## Życiorys

### Okres przedwojenny
Syn Zygmunta i Salomei Janiny z domu Szapiro (1882–1967), nauczycielki, ciotki Hanki Sawickiej, bratanek Jana Augusta Kisielewskiego, satyryka i współzałożyciela kabaretu „Zielony Balonik”. W latach 1929–1931 studiował polonistykę i filozofię na Uniwersytecie Warszawskim, a także od 1927 w Konserwatorium Warszawskim (obecnie Uniwersytet Muzyczny Fryderyka Chopina), gdzie w latach 1934–1937 uzyskał dyplomy z teorii muzyki (1934), kompozycji w klasie Kazimierza Sikorskiego (1937) i fortepianu w klasie Jerzego Lefelda (1937). W latach 1938–1939 przebywał w Paryżu, gdzie chciał studiować kompozycję pod kierunkiem Nadii Boulanger, lecz udało mu się uczestniczyć tylko w jednej lekcji.
W okresie międzywojennym rozpoczął działalność jako kompozytor, krytyk oraz literat; w 1932 opublikował pierwsze recenzje muzyczne w dwutygodniku „Echo Tygodnia”. W latach 1935–1937 był sekretarzem redakcji „Muzyki Polskiej”, od 1935 publicystą i recenzentem muzycznych pism: „Pion”, „Bunt Młodych”, „Polityka” oraz „Zet”. Po powrocie z Paryża w kwietniu 1939 objął stanowisko kierownika muzycznego Rozgłośni „Warszawa II”.

### II wojna światowa
Brał udział w wojnie obronnej w 1939, będąc żołnierzem 85 Pułku Piechoty 19 Dywizji Piechoty w Nowowilejce. Po rozformowaniu wrócił pieszo do Warszawy, gdzie spędził okres okupacji niemieckiej. Dawał prywatne lekcje fortepianu, pracował jako akompaniator w szkole gimnastycznej Stefana Szelestowskiego i w kawiarni „Rio Rita” na Krakowskim Przedmieściu. Był referentem audycji muzyczno-słownych w Sekcji Polskiego Radia Delegatury Rządu na Kraj. W 1942 ożenił się z Lidią Hintz. W 1943 urodził im się pierwszy syn, Wacław. Podczas powstania warszawskiego pracował w radiu. Ranny trzeciego dnia powstania został wywieziony z transportem ludności cywilnej. Z transportu zbiegł w Skierniewicach, gdzie spędził resztę wojny. Podczas powstania stracił większość dorobku kompozytorskiego.

### Po wojnie
Po wojnie osiedlił się w Krakowie, zamieszkał z rodziną w słynnym Domu Literatów przy ulicy Krupniczej 22. W 1945 założył pismo „Ruch Muzyczny”, którego był redaktorem naczelnym do 1948. Po zlikwidowaniu pisma z przyczyn politycznych, następnie reaktywowaniu, był w latach 1957–1959 członkiem zespołu redakcyjnego. W latach 1945–1949 wykładał przedmioty teoretyczne w Państwowej Wyższej Szkole Muzycznej (obecnie Akademia Muzyczna w Krakowie). Usunięty z uczelni przez władze komunistyczne w 1949 uczył prywatnie kompozycji (do jego uczniów należał m.in. Adam Walaciński). Równocześnie zajmował się pracą kompozytorską, literacką oraz dziennikarską.
W latach 1945–1989 (z przerwami w latach 1953–1956, kiedy wydawanie pisma zawieszono, w latach 1968–1971 w związku z cenzurą dotyczącą zakazu publikacji Kisielewskiego, w latach 1981–1983, czyli w okresie stanu wojennego) był publicystą, felietonistą „Tygodnika Powszechnego” w cyklach Głową w ściany, Bez dogmatu, Pod włos, Łopatą do głowy, Gwoździe w mózgu i Wołanie na puszczy. Używał pseudonimu „Kisiel”. W latach 1950–1953 był redaktorem „Przewodnika koncertowego” Filharmonii Krakowskiej, w latach 1955–1957 autorem radiowych Rozmów o muzyce, w latach 1956–1961 prezesem koła Związku Kompozytorów Polskich w Krakowie. W 1961 osiedlił się w Warszawie, zamieszkał przy alei Jana Chrystiana Szucha 16.

### Poseł na Sejm PRL
W latach 1957–1965 był posłem na Sejm PRL, razem m.in. z Tadeuszem Mazowieckim, w ramach grupy Znak. W 1957 i w 1961 roku wybrany z listy Frontu Jedności Narodu. W 1964 był jednym z sygnatariuszy Listu 34. W latach 1965–1968 piastował stanowisko redaktora naczelnego wydawnictwa muzycznego „Synkopa”, w latach 1971–1974 prezesa sekcji muzycznej ZAiKSu; czterokrotnie był członkiem zarządu głównego Związku Kompozytorów Polskich, był także członkiem Związku Literatów Polskich. W 1968 za krytykę cenzury (użył wtedy na zebraniu Związku Literatów Polskich słynnego określenia „dyktatura ciemniaków”, jednak – według jego własnej interpretacji zamieszczonej w Dziennikach – nie wobec władzy, a właśnie cenzorów) zabroniono mu publikacji na trzy lata. 11 marca w zaułku przy ulicy Kanonii został także pobity przez „nieznanych sprawców”. W grudniu 1975 był sygnatariuszem protestu przeciwko zmianom w Konstytucji Polskiej Rzeczypospolitej Ludowej (List 59). W 1976 podpisał list 14 przeciwko represjonowaniu uczestników radomskiego czerwca. 23 sierpnia 1980 dołączył do apelu 64 uczonych, pisarzy i publicystów do władz komunistycznych o podjęcie dialogu ze strajkującymi robotnikami. W 1984 opublikował w „Tygodniku Powszechnym” tzw. „Moje typy” („listę kanalii”), pozbawioną komentarza listę nazwisk osób, które szczególnie aktywnie zajmowały się propagandą w PRL.
Twórczość publicystyczna Kisielewskiego nacechowana była duchem pragmatyzmu i liberalizmu, a jednocześnie – biorąc pod uwagę czasy w jakich przyszło mu żyć – była wybitnie niepokorna. Mariusz Urbanek stwierdził, iż był on „najchętniej czytanym, choć najmniej słuchanym dziennikarzem PRL-u. Komuniści nie chcieli go słuchać, bo mówił, że jest ich wrogiem. W wolnej Rzeczypospolitej nie słuchali go przyjaciele, bo mówił, że się z nimi kompletnie nie zgadza”. Kisielewski znany był też ze swojego przewrotnego charakteru – kiedy Leopold Tyrmand sprawił sobie nowy samochód, Kisiel wziął cegłę i na karoserii wydrapał mu wielkimi literami wyraz „dupa” (po tym incydencie panowie nie odzywali się do siebie przez rok).

### Po 1989 roku
W kwestiach polityczno-społecznych reprezentował poglądy konserwatywno-liberalne. Był jednym z założycieli Ruchu Polityki Realnej w 1987 oraz Unii Polityki Realnej w 1989. Sympatyzował też z Porozumieniem Centrum.
Po 1989 po nieporozumieniach z redakcją „Tygodnika Powszechnego”, która zaczęła cenzurować jego felietony, odmówił dalszego publikowania swoich tekstów w tym tygodniku i przeniósł się na łamy „Wprost”, gdzie zgodził się na udzielanie krótkich wywiadów, komentując aktualne wydarzenia. Równocześnie, od marca 1988 do 2 września 1991 nagrywał cotygodniowe felietony Kisiel prosto z Warszawy dla polonijnej audycji radiowej w rozgłośni WPNA w Chicago, których stenogramy były bieżąco przedrukowywane w lokalnym „Dzienniku Związkowym” i które w całości zostały opublikowane w Polsce w 2016. W 1990 ustanowił doroczną Nagrodę Kisiela, przyznawaną najpierw przez niego samego, a po jego śmierci przez kapitułę złożoną z jego syna Jerzego i laureatów z lat poprzednich.
W latach 1968–1980 pisał osobisty dziennik, który objął kilka brulionów. Dziennik został wydany po jego śmierci, pod nazwą Dzienniki.
Stefan Kisielewski skomponował wiele utworów muzycznych, utrzymanych w stylu XX-wiecznego neoklasycyzmu, za które był wielokrotnie nagradzany w kraju i za granicą. Był również autorem szeregu powieści, książek o muzyce (m.in. Gwiazdozbioru muzycznego), a także setek felietonów i publikacji politycznych, między innymi w czasopiśmie Res Publica Nowa. Autor terminu socrealizm liturgiczny.

## Życie prywatne

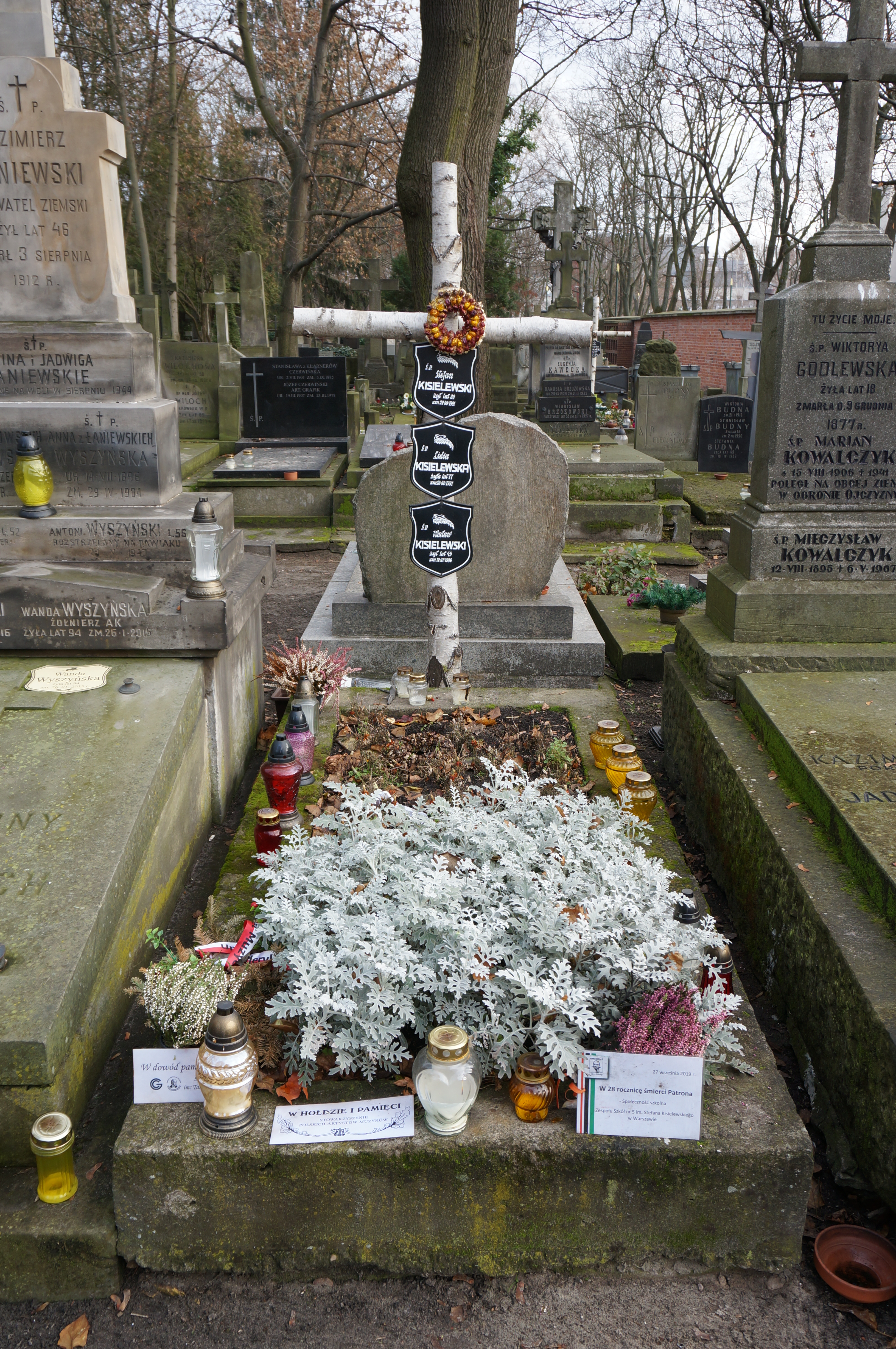
Grób Stefana, Wacława i Lidii Kisielewskich na cmentarzu Powązkowskim w Warszawie

Jego syn Wacław był współtwórcą duetu fortepianowego Marek i Wacek, a córka, Krystyna Kisielewska-Sławińska, została romanistką i tłumaczką. Młodszy syn, Jerzy, został dziennikarzem radiowym i telewizyjnym.
Zmarł w Warszawie, pochowany został na cmentarzu Powązkowskim (kwatera 172-6-23).

## Kompozycje
- Kwartet smyczkowy (1935)
- Symfonia nr 1 (1939)
- Danse vive na fortepian (1939)
- Sześć preludiów i fug na fortepian (1943)
- Toccata na fortepian (1944)
- Serenada (wersja I) na fortepian (1945)
- Koncert na orkiestrę kameralną (1949)
- Rapsodia wiejska na orkiestrę kameralną (1950)
- Symfonia nr 2 (1951)
- Capriccio rustico na fortepian (1952)
- Pięć pieśni do słów K.I. Gałczyńskiego na głos i fortepian (1952)
- Siedem pieśni do słów K.I. Gałczyńskiego na głos i fortepian (1952–1954)
- Mała uwertura na orkiestrę kameralną (1953)
- Intermezzo na klarnet i fortepian (1953)
- Suita na obój i fortepian (1954)
- Moto perpetuo na fortepian (1954)
- Suita na fortepian (1955)
- Perpetuum mobile na małą orkiestrę symfoniczną (1955)
- Bakczysaraj w nocy na głos i fortepian (1955)
- Capriccio energico na skrzypce i fortepian (1956)
- Symfonia na 15 wykonawców (1961)
- Suita na flet i klarnet (1961)
- System doktora Smoły i profesora Pierza, balet-pantomima (1962)
- Divertimento na flet i orkiestrę kameralną (1964)
- Podróż w czasie na orkiestrę smyczkową (1965)
- Sygnały sportowe, uwertura na wielką orkiestrę symfoniczną (1966)
- Wesołe miasteczko, balet (1968)
- Spotkania na pustyni dla 10 wykonawców (1969)
- Dialogi na 14 instrumentów (1970)
- Cosmos I na wielką orkiestrę symfoniczną (1970)
- Sonata na klarnet i fortepian (1972)
- Serenada (wersja II) na fortepian (1974)
- Symfonia w kwadracie (1974–1978)
- Impresja kapryśna na flet solo (1982)
- Trzy sceny burzliwe na fortepian (1983)
- Mała rapsodia na klarnet i fortepian (1984)
- Scherzo na fagot i fortepian (1988)
- Koncert fortepianowy (1980–1991)

- muzyka do filmów:
  - Zemsta (1956, reż. Antoni Bohdziewicz, Bohdan Korzeniewski)
  - Kalosze szczęścia (1958, reż. Antoni Bohdziewicz)
  - Dziś w nocy umrze miasto (1961, reż. Jan Rybkowski)
  - Jadą goście jadą... (1962, reż. Romuald Drobaczyński, Jan Rutkiewicz, Gerard Zalewski)

- muzyka do wierszy dla dzieci
  - Jaś i Małgosia (nagr. 1965, druk 1967, sł. Jan Brzechwa)
  - Piosenki na głos i fortepian ze sztuki Niezwykła przygoda pana Kleksa (1968, sł. Jan Brzechwa)

## Publikacje

### Powieści
- Sprzysiężenie (1946)
- Zbrodnia w dzielnicy Północnej (1948)
- Miałem tylko jedno życie (1958) – pod pseudonimem Teodor Klon
- Kobiety i telefon (1960) – pod pseudonimem Teodor Klon
- Zanim nadejdzie śmierć (1995) – niedokończona, wydana pośmiertnie

Powieści polityczne, pierwotnie wydane w Paryżu, pod pseudonimem Tomasz Staliński:
- Widziane z góry (1967)
- Cienie w pieczarze (1971)
- Romans zimowy (1972)
- Śledztwo (1974)
- Ludzie w akwarium (1976)
- Przygoda w Warszawie (1977)

### Szkice muzyczne
- Gwiazdozbiór muzyczny (1958)
- Z muzycznej międzyepoki (1966)
- Muzyka i mózg (1974)

### Zbiory szkiców i felietonów
- Polityka i sztuka (1949)
- Rzeczy małe (1956)
- Opowiadania i podróże (1959)
- Z literackiego lamusa (1979)
- 100 razy głową w ścianę (Paryż 1972)
- Materii pomieszanie (Londyn 1973)
- Moje dzwony trzydziestolecia (Chicago 1978)
- Lata pozłacane, lata szare (Kraków 1989)
- Publicystyka przedwojenna (2001)
- Dzienniki okresu transformacji (2016)[10]

### Inne publikacje
- Na czym polega socjalizm? Stosunki Kościół-Państwo w PRL (1990, wydanie II)
- Abecadło Kisiela (1990) ISBN 83-85083-01-4.
- Wszystko inaczej (1991, wydanie IV)
- Testament Kisiela (1992)
- Dzienniki (1996)
- Wołanie na puszczy (1997)
- Felietony zdjęte przez cenzurę (1998)
- Rzeczy małe (1998)
- 100 razy głową w ściany (1997)
- Polityka i Sztuka
- Kodeks człowieka pobłażliwego
- Historie żydowskie (1960)
- Reakcjonista. Autobiografia intelektualna, Wyd. Ośrodek KARTA, Warszawa 2021

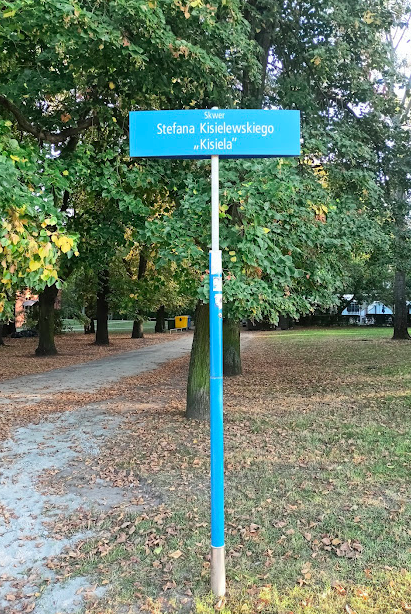
Skwer Kisiela w Warszawie

## Nagrody i odznaczenia
- Nagroda Ministra Kultury i Sztuki (1955)[12]
- II nagroda na Festiwalu Muzyki Polskiej za Koncert na orkiestrę kameralną (1955)
- I nagroda na konkursie na pieśń Mickiewiczowską za Bakczysaraj w nocy (1955)
- Nagroda muzyczna Miasta Krakowa (1956)
- Nagroda Fundacji im. Alfreda Jurzykowskiego w Nowym Jorku (1973)
- Nagroda im. Andrzeja Struga w Warszawie (1979)
- Nagroda Związku Kompozytorów Polskich (1982)
- Nagroda Fundacji Schmidheinystiftung w St. Gallen za całokształt twórczości (1983)
- Nagroda publicystyczna im. Adolfa Bocheńskiego (1988)
- Odznaka honorowa ZAiKS-u (1988)[13]
- Krzyż Wielki Orderu Odrodzenia Polski (pośmiertnie, 1991)[14]

## Upamiętnienie
- Od 1990 przyznawana jest Nagroda Kisiela. W 2015 została powołana Fundacja im. Stefana Kisielewskiego.
- Ulica Stefana Kisielewskiego znajduje się na osiedlu Centrum w Białymstoku oraz w Krakowie.
- Skwer Stefana Kisielewskiego znajduje się w Warszawie[15] i w Piasecznie[16].
- W 2011 z okazji setnej rocznicy urodzin Stefana Kisielewskiego Poczta Polska wyemitowała w łącznym nakładzie 420 tys. sztuk upamiętniający go znaczek pocztowy w dwóch wariantach i nominale 1,95 zł[17].

## Prace o Stefanie Kisielewskim
- Jerzy Waldorff, Słowo o Kisielu, Warszawa 1995
- Mariusz Urbanek, Kisiel, Wrocław 1997
- Kisiel, wywiady Joanny Pruszyńskiej, Warszawa 1997
- Iwona Hofman, Dwugłos o Peerelu, Dzienniki Stefana Kisielewskiego i Mariana Brandysa, Lublin 2000
- Kazimierz Michał Ujazdowski, Kisiel. Publicystyka przedwojenna, Iskry 2001
- Michał Ryszkiewicz., Forma ideologii – ideologia formy, o powieściach Stefana Kisielewskiego, Lublin 2003
- Monika Wiszniowska, Stańczyk Polski Ludowej. Rzecz o Stefanie Kisielewskim, Katowice-Warszawa 2004
- Adam Wiatr, Stefan Kisielewski jako krytyk muzyczny, Wrocław 2006
- Mariusz Urbanek, Kisielewscy, Warszawa 2006
- Michał Szyszka, Droga klerka. Filozofia Sztuki Stefana Kisielewskiego, Kraków 2010
- Małgorzata Gąsiorowska, Kisielewski, Kraków 2011
- Magdalena Mateja, Mowa umowna. O felietonach Kisiela, Toruń 2012
- Jerzy Kisielewski, Pierwsza woda po Kisielu, Warszawa 2014
- Stanisław Błaszczyna, Żółto na białym – o Dziennikach Stefana Kisielewskiego, Warszawa 2017